# Exército regular
Um exército regular é o exército oficial de um estado ou país as forças armadas oficiais), contrastando com as forças irregulares, tais como milícias voluntárias irregulares, exércitos privados, mercenários, etc. Um exército regular, normalmente, tem o seguinte:
- um exército permanente, permanente força do exército regular, que é mantida armada durante os tempos de paz.
- uma força de reserva militar que podem ser mobilizada, quando necessário, para expandir a eficácia do exército regular, complementando o exército permanente.

Um exército regular pode ser:
- um exército de recrutas, incluindo os profissionais, voluntários e também conscritos (presença de recrutamento forçado, incluindo recrutas para o exército permanente e também reserva obrigatória).
- um exército profissional, sem conscritos (ausência de serviço obrigatório, e a presença de uma reserva voluntária), não é exatamente o mesmo como um exército permanente, como não são os exércitos permanentes, tanto no quinto e os modelos profissionais.